# Eremnophanes
Eremnophanes là một chi bướm đêm thuộc họ Erebidae.